# Moch
Moch es un islote del Atolón Satawan y un municipio en el Estado de Chuuk, Estados Federados de Micronesia. La isla cubre un área de aproximadamente 0,28 km² (32,58 ha), y alberga una población de alrededor de 700 personas.